# Suillia umbrinervis
Suillia umbrinervis är en tvåvingeart som beskrevs av Leander Czerny 1932. Suillia umbrinervis ingår i släktet Suillia och familjen myllflugor. Inga underarter finns listade i Catalogue of Life.